# Monti Verzegnis e Valcalda
Monti Verzegnis e Valcalda este o arie protejată (arie specială de conservare — SAC, sit de importanță comunitară — SCI) din Italia întinsă pe o suprafață de 2.406 ha, integral pe uscat.

## Localizare
Centrul sitului Monti Verzegnis e Valcalda este situat la coordonatele 46°21′26″N 12°51′52″E / 46.3572°N 12.8644°E.

## Înființare
Situl Monti Verzegnis e Valcalda a fost declarat sit de importanță comunitară în septembrie 1995 pentru a proteja 1 specie de plante și 27 de specii de animale. Situl a fost protejat și ca arie specială de conservare în octombrie 2013.

## Biodiversitate
Situată în ecoregiunea alpină, aria protejată conține 16 habitate naturale: Tufărișuri cu Pinus mugo și Rhododendron hirsutum (Mugo-Rhododendretum hirsuti), Râuri de munte și vegetația erbacee de pe malurile acestora, Păduri ilirice de Fagus sylvatica (Aremonio-Fagion), Pante stâncoase calcaroase cu vegetație casmofită, Pajiști alpine și subalpine calcaroase, Grohotișuri calcaroase și de șisturi calcaroase de la nivelul montan până la nivelul alpin (Thlaspietea rotundifolii), Lacuri eutrofice naturale cu vegetație de tip Magnopotamion sau Hydrocharition, Fânețe de joasă altitudine (Alopecurus pratensis, Sanguisorba officinalis), Tufărișuri subarctice cu Salix spp., Liziere de ierburi înalte hidrofile de câmpie și de nivel montan până la alpin, Păduri alpine de Larix decidua și/sau Pinus cembra, Grohotișuri termofile și vest-mediteraneene, Pajiști alpine și boreale, Râuri de munte și vegetația lor lemnoasă cu Salix elaeagnos, Păduri de pin (sub-) mediteraneene cu pini negri endemici, Păduri acidofile de Picea de la nivel montan la nivel alpin (Vaccinio-Piceetea).
La baza desemnării sitului se află mai multe specii protejate:
- plante (1): Eryngium alpinum
- păsări (17): minunița (Aegolius funereus), potârnichea de stâncă (Alectoris graeca saxatilis), acvilă de munte (Aquila chrysaetos), cocoșul de mesteacăn (Bonasa bonasia), buha (Bubo bubo), șerpar (Circaetus gallicus), cristeiul de câmp (Crex crex), ciocănitoare neagră (Dryocopus martius), șoim călător (Falco peregrinus), ciuvică (Glaucidium passerinum), vulturul pleșuv sur (Gyps fulvus), Lagopus muta helvetica, sfrâncioc roșiatic (Lanius collurio), Lyrurus tetrix tetrix, viespar (Pernis apivorus), ciocănitoare verzuie (Picus canus),  cocoș de munte (Tetrao urogallus)
- amfibieni (1): Triturus carnifex
- mamifere (3): râs eurasiatic (Lynx lynx), liliacul mic cu potcoavă (Rhinolophus hipposideros), urs brun (Ursus arctos)
- nevertebrate (4): croitorul mare al stejarului (Cerambyx cerdo), fluturele auriu (Euphydryas aurinia), rădașcă (Lucanus cervus), Rosalia alpina
- pești (2): zglăvoacă (Cottus gobio), Salmo marmoratus

Pe lângă speciile protejate, pe teritoriul sitului au mai fost identificate 8 specii de plante, 4 specii de amfibieni, 8 specii de mamifere, 6 specii de nevertebrate, 6 specii de reptile.